# Peter Mehringer
Peter Mehringer (Jetmore, Kansas, 17 de julho de 1910 — Pullman, 27 de agosto de 1987) foi um lutador de luta livre norte-americano.

## Carreira
Foi vencedor da medalha de ouro na categoria de 79-87 kg em Los Angeles 1932.